# Baka (duch)
Baka – legendarne haitańskie widmo, które wraca po śmierci na Ziemię, by odżywiać się ludzkim mięsem.
Według haitańskich wierzeń ludowych, ludzie, którzy mają się w przyszłości stać tego rodzaju demonami, za życia przynależą do tajnego stowarzyszenia, nauczającego ich jak się zachowywać po śmierci.